# معاوية الغنوي
معاوية الغنوي صعلوك من الصعاليك في العصر الجاهلي، من أهل الحجاز،.

## نسبه
معاوية بن إبراهيم من بنو غني بن أعصر بن سعد بن قيس عيلان من نزار بن معد بن عدنان .

## سيرته
كانت الفوضى تعم اليمامة واليمن، نتيجة الصراع المستمر بين الملوك، حتى ان الملك شرحبيل الكندي كان في صراع مع عبس وذبيان لاستعادة سلطته المتقلصة. و في خضم هذه الاحداث بين الملوك، كان قطاع الطرق اليمانيون يعتدون على المواطنين الامنين، ويقطعون الطرق على القوافل، فساهموا بقسط وافر في زيادة الفوضى والاضطرابات في طول البلاد وعرضها. وفي غمرة كل ذلك، ظهر في مكة، معاوية الغنوي الابن الأكبر للفارس إبراهيم الغنوي أحد أعيان مكة و نبلائها. وهو شاب في مقتبل العمر، طويل القامة، قوي البنية، تظهر على محياه الصبوح دلائل العزم والذكاء، كما أنه محترف لصناعة السيوف، ومتعلم على يد امهر الفرسان واشدهم بأسا ودهاء ممن رفعوا اسم الحجاز عاليا، وسطروا في صفحات التاريخ قصص مجيدة في سجلات البطولة والفروسية. .
حسم معاوية امره وغادر منزل والديه في مكة قاصداً الطائف، مدينة المجد والمغامرات ومطمح امال الشباب، هادفاً الحصول على شرف الانخراط في فرقة الفرسان المغاوير، الخاصة بالدفاع عن الحجاز. كان هناك ايضاً فئة الخارجين على القانون، وكل فئة من هذه الفئات لها قيم وقوانين خاصة بها، فانضم إليهم معاوية الغنوي، و كان معه باسل الذهلي، وكانت أولى هجماتهم على سوق العبيد في اليمن، وتمكنوا من تحرير العديد منهم.

## شعره
.
.